# 育德中学旧址
育德中学旧址，位于中国河北省保定市莲池区金台驿街86号，是第六批全国重点文物保护单位。此前在1983年2月被定为留法勤工俭学运动纪念馆所在地，1993年7月15日入选河北省文物保护单位。

## 布局
育德中学旧址为典型的清末时期砖木结构四合院，占地面积2400平方米，建筑面积870平方米，正门坐西朝东，迎门的三间过厅将四合院分隔成两部分。南北两排瓦房原为育德中学的教务处所，西房（幼云堂）原为育德中学创始人、同盟会会员陈幼云的祠堂。

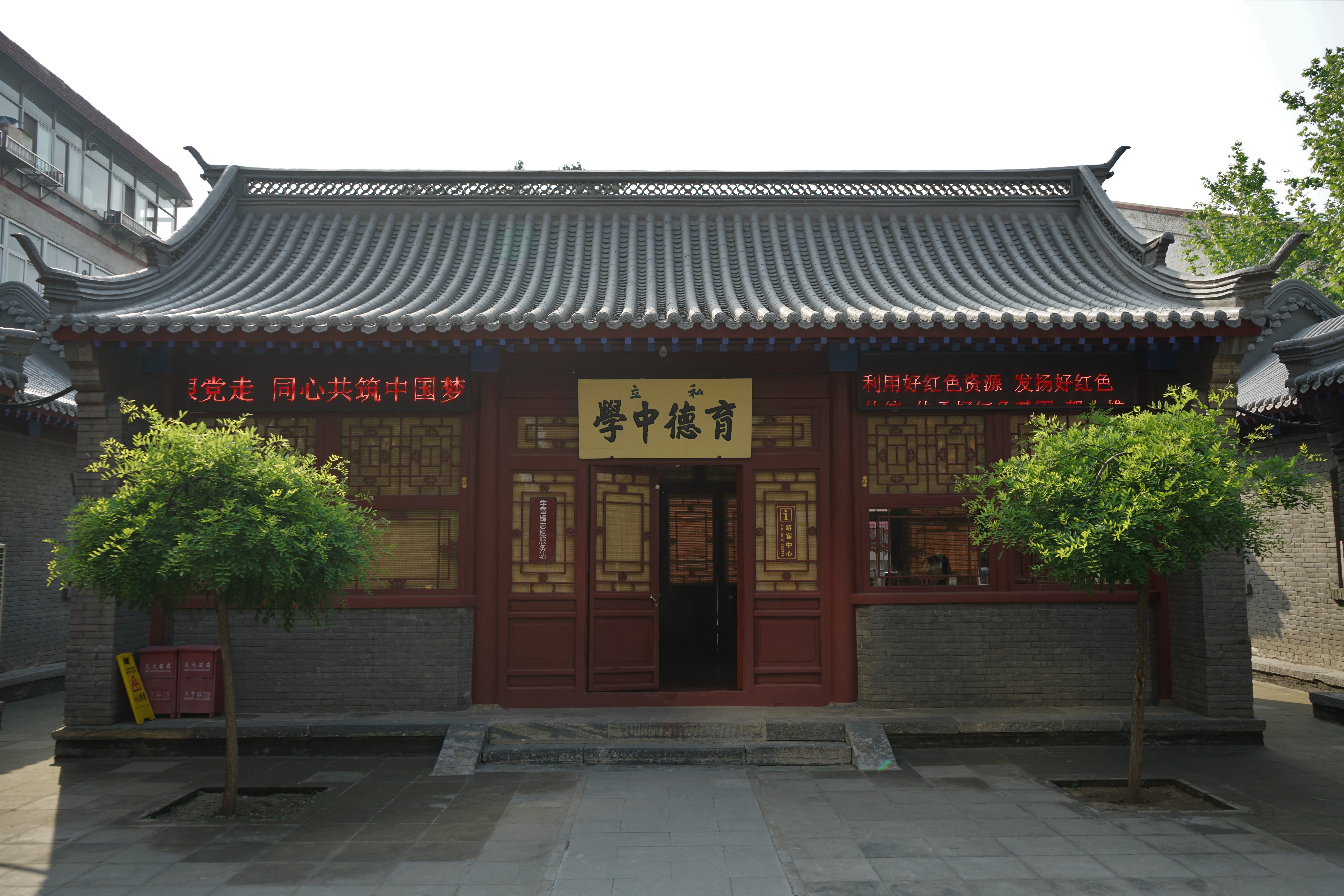
过厅
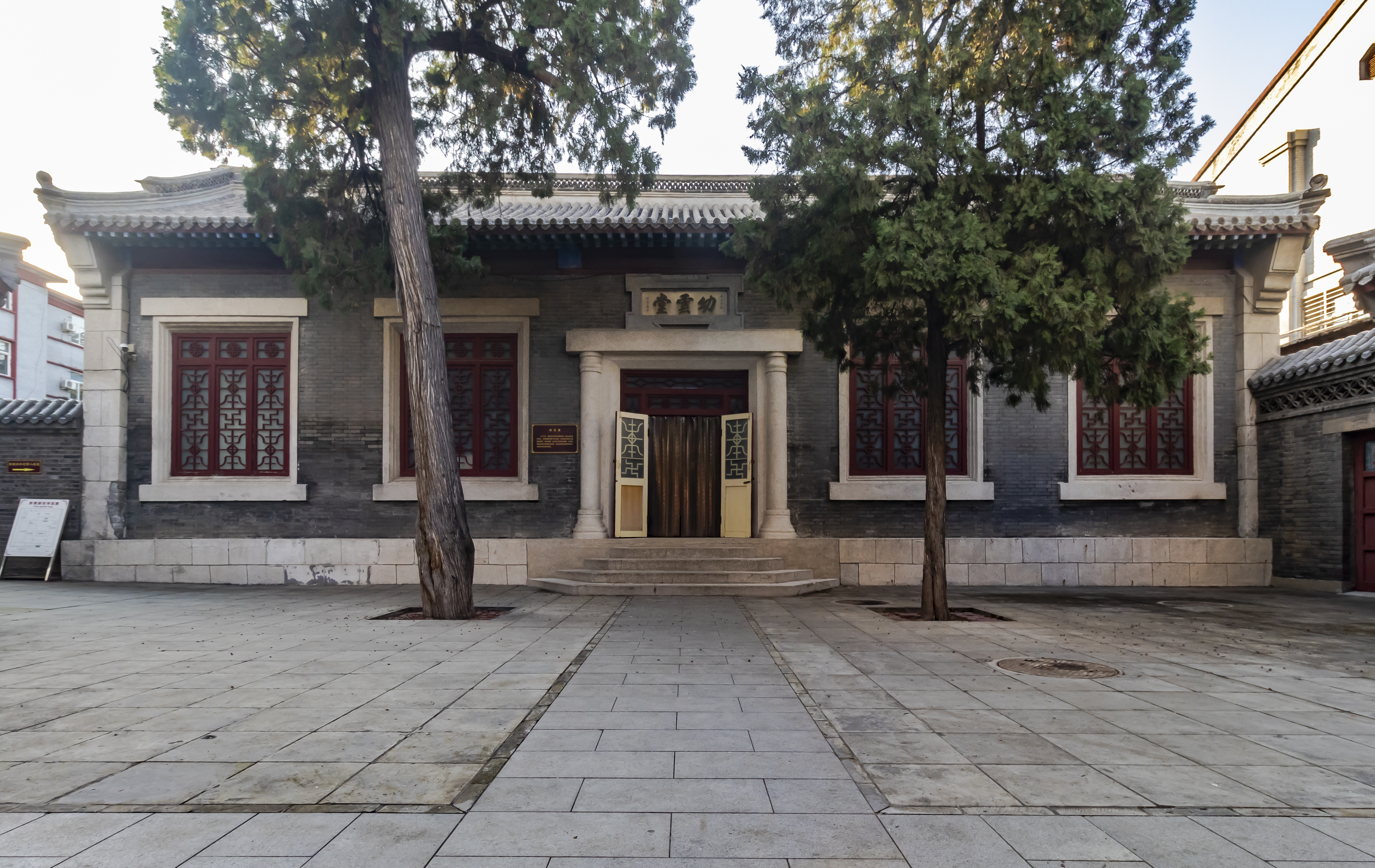
西房（幼云堂）

## 留法勤工俭学运动纪念馆
1917年，高阳县人王喜增（号国光）担任育德中学校长期间试行教育实用主义，组织学生在课外从事制作网球拍和织土布用的织布梭，受到欧洲留学归来的蔡元培和李石曾注意，二人提出在育德中学附设留法预备班，该建议也得到了校方的赞同，遂于1917年秋季招收首批学生，以法语及铁工为主要科目，机械原理、工艺制图、土木工程等科目为副科，至1920年共办四期预备班，毕业213人，留法93人，学生来自17个省市，其中河北、湖南籍居多。在后来成为中国共产党主要领导人的保定育德中学留法预备班学员中，李维汉、李富春为第二期学员（第二期因湖南籍学员最多而被称为“湖南班”，86名学员中湖南学生达74人），刘少奇为第三期学员。
1978年，在李维汉、何长工等留法勤工俭学人员的支持下，河北省博物馆、保定地区文化局和高阳县文教局开始进行对留法勤工俭学运动文物史料的收集整理工作，上述机构在北京、上海、湖南等十余地走访一百余名留法勤工俭学生、赴法老华工及相关人员，收集到大量资料、照片和实物，1981年5月在高阳县首次举办“留法勤工俭学运动简史展览”，该展览同年8月又经中国革命博物馆与河北省博物馆共同修改补充、重新制作后在北京公开展出，此后又赴留法勤工俭学人数最多的湖南、四川、广东等省巡回展出2年。1983年2月，中国共产党中央书记处批准在保定建立留法勤工儉學運動纪念馆，1992年6月由时任中共中央总书记江泽民题写馆名。